# Clifford Stoll

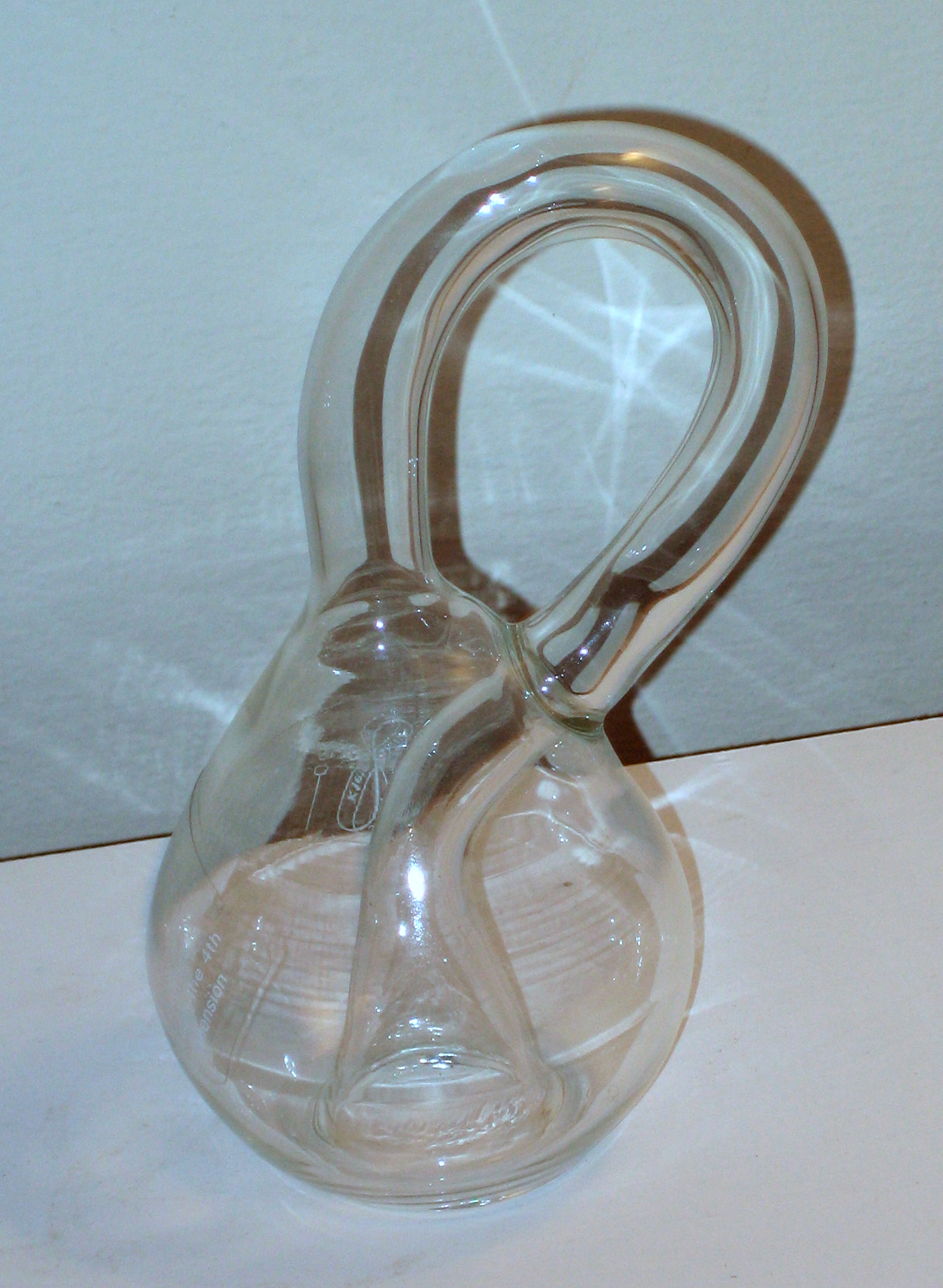
Eine von Clifford Stoll verkaufte Kleinsche Flasche

Clifford „Cliff“ Stoll (* 4. Juni 1950 in Buffalo) ist ein US-amerikanischer Astronom und Publizist. Bekannt wurde er durch sein Buch Kuckucksei, in dem er seine Aufdeckung des KGB-Hacks schildert. Gegenwärtig arbeitet er als selbständiger Kuriositätenhändler und Lehrer.

## Leben
Clifford Stoll wuchs in Buffalo, New York, auf. Er studierte an der Dalhousie University und promovierte 1980 an der University of Arizona.
Clifford Stoll war 1986/1987 maßgeblich an der Ergreifung des deutschen Hackers Markus Hess und der Aufdeckung des KGB-Hacks beteiligt. Anlass für den Start der ein Jahr dauernden Nachforschungen und Überwachungen war ein Abrechnungsfehler von 75 US-Cent. Als Übergangsadministrator am Lawrence Berkeley National Laboratory – mangels Arbeit als Astronom – wurde er auf das Problem angesetzt. Er stellte fest, dass zur Abrechnung der Zeiten der einzelnen User zwei Systeme genutzt wurden, welche eigentlich ein deckungsgleiches Ergebnis liefern sollten. Dabei kam es jedoch zum Differenzbetrag von 75 Cent, da ein Hacker in sein System eingebrochen war und es diesem nicht gelang, die zwei Systeme zum Verwischen seines Einbruchs beim Verlassen korrekt zu synchronisieren. In Zusammenarbeit mit US-amerikanischen und deutschen Behörden wurde Markus Hess ein Jahr später gefasst.
Stoll beschrieb seine Jagd nach dem Hacker detailliert in dem Buch Kuckucksei, das international ein Bestseller wurde und viele Computernutzer erst an das Thema (und die Problematik) des Hackens heranführte. Obwohl er eigentlich Astronom ist, erhielt er durch das Buch den Ruf, ein exzellenter Kenner der Computer- und Netzwerktechnik zu sein. Er unterrichtete zeitweilig Physik. Außerdem verkauft er geblasene Kleinsche Flaschen über seine Firma Acme Klein Bottles. Er tritt regelmäßig in Videos auf dem englischen Youtube-Kanal Numberphile von Brady Haran auf.
Stoll erwies sich als entschiedener Kritiker des Internets. Seine späteren Bücher sind kritische Betrachtungen der wachsenden Vernetzung und Veränderung der Gesellschaft.

## Werke
- Kuckucksei. Die Jagd auf die deutschen Hacker, die das Pentagon knackten. (The Cuckoo’s Egg), Fischer-Taschenbuch-Verlag, Frankfurt am Main 1989, ISBN 3-596-13984-8.
- Die Wüste Internet. Geisterfahrten auf der Datenautobahn. (Silicon Snake Oil), deutsche Ausgabe im Fischer-Taschenbuch-Verlag, Frankfurt/Main, 1996, ISBN 3-596-13850-7.
- LogOut. Warum Computer nichts im Klassenzimmer zu suchen haben und andere High-Tech-Ketzereien. (High Tech Heretic), deutsche Ausgabe im Fischer-Taschenbuch-Verlag, Frankfurt/Main, 1999, ISBN 3-596-15512-6.

## Filmische Rezeption
Verfilmt wurde die Geschichte von Clifford Stoll unter dem Namen „Der KGB, der Computer und ich“ (The KGB, the Computer, and Me) (1990). Der Fernsehfilm wurde erstmals am 3. Oktober 1990 in den USA ausgestrahlt (TV). Produziert wurde der Film an Originalschauplätzen von der WGBH Educational Foundation für die US-Fernsehdokumentar-Serie Nova. Die Folge ist ca. 60 Minuten lang und enthält auch ein kurzes Interview mit dem Hacker Pengo (Hans Heinrich Hübner) und einige Aufnahmen von Markus Hess, die während des Prozesses in Celle entstanden sind.
Die Geschichte um Markus Hess wird aus Sicht der deutschen Hacker in dem Film 23 – Nichts ist so wie es scheint erzählt. Hess wird in dem Film aus dramaturgischen Gründen mit Hans Heinrich Hübner (Pseudonym „Pengo“), der auch an dem KGB-Hack beteiligt war, zu einer Person (David) zusammengefasst. Somit entspricht die Darstellung im Film nicht ganz den tatsächlichen Ereignissen.
Die Geschichte rund um die Entdeckung des Hacks wird auch in der Doku-Serie Mysterien im Museum (Staffel 5, Folge 11) aufgegriffen. Anhand eines Exponates – des Oszilloskops, welches die Entfernungsschätzung des Hackers von den LB National Laboratories ermöglichte – wird der Vorfall ausführlich beschrieben. In der Folge kommt auch Clifford Stoll selbst zu Wort.